# Габріель Аното
Габріель Альбер Огюст Аното (фр. Gabriel Albert Auguste Hanotaux; 19 листопада 1853 — 11 квітня 1944) — французький дипломат, історик і політичний діяч.

## Біографія
Вивчав право і історію, був учителем у École des hautes études, потім архіваріусом в міністерстві закордонних справ. У 1885 році призначений членом ради посольства в Константинополі.
У 1886 році обраний в палату депутатів, як помірний республіканець; в 1889 році забалотований.
У травні 1894 року увійшов у другий кабінет Дюпюї на пост міністра закордонних справ і залишався ним в кабінеті Рібо (з січня по листопад 1895 року); потім після перерви, коли при владі було радикальне міністерство Буржуа, знову зайняв ту саму посаду в кабінет Меліна (з квітня 1896 по червень 1898 року), після чого поступився місцем Делькассе (1898—1905).
Він був одним з дуже небагатьох міністрів, які не належали до складу палат. Його політика була політикою франко-російського союзу і колоніальних захоплень; при ньому Франція придбала Мадагаскар. З 1897 року — член Французької академії. У 1903 році виступив кандидатом в сенат, але безуспішно.
У 1920-ті роки забалотовав в Лізі Націй пропозицію про надання есперанто статусу одного з робочих мов Ліги, угледівши в цьому зазіхання на статус французької мови як міжнародного.
Похований на кладовищі Пассі.
Габріель Аното послужив для письменника Марселя Пруста (вони були знайомі по артистичному салону мадам Арман де Кайаве одним із прототипів дипломата (колишнього посла) маркіза де Норпуа в романі «У пошуках втраченого часу».